# ZAMZA
ZAMZA （ザムザ）は、日本のラウドロックバンド。旧バンド名はZAMZA N'BANSHEE（ザムザンバンシー）。

## 略歴
2008年8月、辻仁成が自身のブログにて結成を発表し、2008年11月29日に渋谷にて初ライブ、2009年2月25日に恵比寿リキッドハウスにてセカンドライブを行った。
2009年3月23日放送の『HEY!HEY!HEY! MUSIC CHAMP 歌力の名曲CHAMP! 蘇るいい歌だらけスペシャル!!』にバンドで出演、ECHOESの代表曲「ZOO」を披露した。
2009年6月から8月にかけて、ドイツ、フランス、韓国、日本で1回目のワールドツアーを行った。
2009年11月19日『MANGA ROCK』で全米デビューを果たす。また、11月18日ニュージャージー、19日ニューヨークにてライブを行う。
2010年5月19日『月族 tsukizoku』をリリース。アルバム名の『月族』は作家今村恭子許可の上、同名タイトルの小説から譲り受けた。

## メンバー
- Zinc White（辻仁成） - ヴォーカル
- Hiroki（伊藤浩樹） - ギター
- BANSHEE ALIOUXCE（恩田快人） - ベース
- KOHTA（五十嵐公太） - ドラム

## ディスコグラフィー

### アルバム
- MANGA（2009年5月13日）
- MANGA ROCK（2009年11月19日、Mar Rock Records） - USバージョン
- 月族 tsukizoku（2010年5月19日、Anchor Records）

#### 参加アルバム
- Paris Tokyo Paysage O.S.T.（2011年12月22日、Amnicola） - 辻仁成監督の映画『その後のふたり-Paris Tokyo Paysage-』の主題歌「L'arc-en-ciel d'hiver」収録

### DVD
- Z-ZAMZA World tour 2009-2010（2011年4月29日先行2011年8月25日発売 ZAMZA ROCK SYNDICATE）